# 尤爾根·帕托奇卡
尤爾根·帕托奇卡（德語：Jürgen Patocka；1977年7月30日—）是一位奧地利足球運動員。在場上的位置是左後衛。他現在效力於奧地利足球甲級聯賽球隊奧地利路斯登洛足球俱樂部。他也代表奧地利國家足球隊參加國際賽事。